# Arena Lviv
Arena Lviv (ukrajinsky Арена Львів) je fotbalový stadion v ukrajinském městě Lvov. Je domácím hřištěm ukrajinského fotbalového klubu FK Karpaty Lvov. V roce 2012 se zde konalo Mistrovství Evropy.
Přechodný domov zde našel také Šachtar Doněck, jelikož jeho mateřský stánek Donbas Arena byl silně zasažen válkou na východní Ukrajině.

## Zápasy na EURU 2012
Na stadionu se odehrály následující utkání Mistrovství Evropy 2012:
| Datum           | Čas (SELČ) | Tým #1                  | Výsledek | Tým #2                                      | Kolo      | Reference |
| --------------- | ---------- | ----------------------- | -------- | ------------------------------------------- | --------- | --------- |
| 9. června 2012  | 2045       | Německo 72' Gómez       | 1:0      | Portugalsko                                 | Skupina B | Report    |
| 13. června 2012 | 1800       | Dánsko 41' 80' Bendtner | 2:3      | Portugalsko 24' Pepe 36' Postiga 87' Varela | Skupina B | Report    |
| 17. června 2012 | 2045       | Dánsko 24' Krohn-Dehli  | 1:2      | Německo 19' Podolski 80' Bender             | Skupina B | Report    |